# Adobe OnLocation
Adobe OnLocation (ранее Serious Magic DV Rack) — это программа для захвата и мониторинга видео. Также она позволяет добавлять метаданные в видео. Разработка и продажи закончились 23 апреля 2012. Как замена рекомендуется Adobe Prelude.
Изначально данное ПО разрабатывалось Serious Magic Inc. с сентября 2004 года. Затем данная компания была поглощена корпорацией Adobe Systems в 2006 году. Сейчас этот продукт не выпускается в самостоятельном виде, он входит в состав Adobe Premiere Pro, Adobe Creative Suite Production Premium, Adobe Creative Suite Master Collection.